# قسم خاوة الشمالي الريفي (مقاطعة دلفان)
قسم خاوة الشمالي الريفي (بالفارسية: دهستان خاوه شمالی) هي منطقة ريفية تقع في قسم في إيران. يقدر عدد سكانها بـ 8,149 نسمة .